# Élections locales cambodgiennes de 2002
Avec les Élections locales cambodgiennes de 2002, les habitants du royaume khmer choisissent pour la première fois en février de cette année-là leurs conseillers municipaux.
le Parti du peuple cambodgien, rafle 60 % des suffrages et 98,5 % des 1 621 mairies, son partenaire du Front uni national pour un Cambodge indépendant, neutre, pacifique et coopératif au sein d’une coalition gouvernementale devant se contenter de 10 communes.